# 田林新村
田林新村是中華人民共和國上海市徐匯區田林街道的一個住宅區。名稱得名于田林路。田林新村始建於1966年。該住宅區可近一步分為13個住宅小區。
田林新村前身是田林地區，东至漕溪路，西至桂林路和蒲汇塘，南至漕宝路，北抵沪杭铁路徐虹支线。中華民国七年（1918年），當地就有许多村落。1948年，當地依舊有不少農田。20世纪50年代之前，當地一直是河流和村落交錯分佈。1957年，漕河泾镇部分地块被规划为上海仪表工业区，並陸續建立了20余家工厂，例如上海自动化仪表一厂、上海玉石雕刻厂、上海电视一厂。1962年起先后建造面积为3万平方米的28幢三层和五层职工住宅。1965年迁入居民900余户、近4000人，並陸續出現田林一、二、三、四村。1975年，田林出现五、六、七村。20世纪80年代前后，田林地区被列为上海市需要建設的12个居民住宅小区之一，田林八、九、十村紛紛出現。1981年，位於柳州路以西的第一期住宅區工程開始建設。1983年，柳州路以东的第二期工程開始建設。田林新苑是田林新村最后一个建成的小区。
1987年9月20日，田林新村27家商店同时开张。至1990年，已有商店116家、菜场2家、集贸市场2处。1995年10月，田林街道社区文化中心揭牌。同時在20世纪90年代，田林宾馆和千鹤宾馆相继建成。